# Saul Williams
Saul Stacey Williams (Newburgh, New York, 1972. február 29. –) a hiphopelőadók sorából erős hangvételével és egyedi stílusával tűnik ki. Nemcsak rapper, költő, prédikátor, énekes és színész is egyben. Leginkább a rappelést szavalással (spoken word) vegyítő MC-technikájáról ismert, és a Slam – A szó fegyver című díjnyertes, független filmben való főszereplése miatt.

## Élete
Saul Williams a New York állambeli Newburghben született, 1972-ben; apja prédikátor, anyja pedig iskolai tanár. Ahogy egyszer mondta: „Anyámnak egy James Brown-koncertről kellett kirohannia, hogy életet adhasson nekem… Azon a koncerten Brown elénekelte a Say It Loud, I'm Black and I'm Proud [Mondd hangosan: fekete vagyok és büszke rá] című számát, és ez a cucc bekerült a vérkeringésembe. Ezzel együtt születtem.” Már gyermekként megtanulta a kimondott és a leírt szó iránti szeretetet.
Miután a Morehouse College-ben filozófiából diplomázott, Williams New Yorkba ment, hogy színészetből is diplomázzon a New York-i Egyetemen. Itt a város kávéházi költészetének centrumában találta magát. 1995-re tehetséges "open mic" költő vált belőle, és 1996-ban elnyerte a Nuyorican Poets Cafe díját, a Grand Slam Championt.
Az itt szerzett ismertségének köszönhette, hogy övé lett az 1998-as Slam – A szó fegyver című film főszerepe, amely film elnyerte a Sundance filmfesztivál zsűrijének nagydíját, és Cannesban a Camera D'Or-díjat, ezzel pedig Williams nemzetközi ismertségre tett szert.
Saul Williams ebben az időben kezdte zenei pályafutását. Több hírességgel lépett fel együtt, a neves hiphopelőadók közül a Fugees-szal, a Blackalicious-szal, Erykah Baduval, KRS-One-nal, a De La Soullal, DJ Krusttal, és rangos költőkkel, mint Allen Ginsberg és Sonia Sanchez. Néhány kislemez kiadása után jelent meg Amethyst Rock Star című lemeze, aminek Rick Rubin volt a producere. Második albuma 2004-ben jelent meg, ennek címéül saját nevét választotta. Önálló albumai mellett több albumon vendégszerepelt , és több válogatáslemezen szerepelt.
Lépett fel együtt a The Mars Volta és a Nine Inch Nails együttesekkel is. Utóbbival 2005-ben és 2006-ban is turnézott, és az együttes frontembere, Trent Reznor lesz új albumának producere.
Íróként Williams a The New York Times-ban, az Esquire-ban, a Bomb Magazine-ban és az African Voices-ben is publikált. Emellett négy válogatáskötet jelent meg verseiből. A világ több pontján adott már elő, és még több helyre jutott el turnéi során. Jelenleg Los Angelesben él.
Williams többször kritizálta a Bush-kormányt, a terrorizmus elleni és az iraki háborút: így tett "Not In My Name" című elhíresült háborúellenes himnuszában, és az "Act III Scene 2 (Shakespeare)" című számában, melyben Zack de la Rocha is vendégszerepel.

## Diszkográfia

### Albumok, kislemezek
- Penny for a Thought / Purple Pigeons (2000)
- Amethyst Rock Star (2001)
- Not in My Name (2003)
- Saul Williams (2004)
- The Inevitable Rise and Liberation of Niggy Tardust! (2007)

### Vendég- és válogatásokon való szereplései
- "Twice the First Time" az Eargasms – Crucialpoetics Vol. 1 c. albumon (1997)
- "Elohim (1972)" a Black Whole Styles albumon (1998)
- "OHM" a Lyricist Lounge Volume One albumon (1999)
- "Coded Language" a Coded Language című DJ Krust lemezen (1999)
- "Release" (Lyrics Born-nal közösen) a Blazing Arrow című Blackalicious albumon (2002)
- "Time (Jungle) (Temple Of Soul Mix)" a Nublu Sessions c. lemezen, Wax Poetic mixében (2003)
- "Sent from Sandy Shores" (Sacajawea-val közösen) a Dreams of Water Themes című Adventure Time-lemezen (2003)
- "Wake up Show Freestyles by Sway and King Tech" (2004)
- "Three Fingers" az Enter the Chicken c. Buckethead-albumon (2005)
- "Sea Lion (Extended)" (Will Oldham-mel közösen) a "Sea Lion" c. Sage Francis-lemezen (2005)
- "Mr. Nichols" a Sound Mirrors c. Coldcut-albumon (2006)
- "April Showers, April Tears" a ¿What c. Stuart Davis-lemezen (2006)
- ",said the shotgun to the head" Thomas Kessler saját magáról elnevezett albumán (2006)
- "Gunshots by Computer" és a "Survivalism" a "Y34RZ3R0R3MIX3D" (Year Zero Remixed) c. Nine Inch Nails remix albumon (2007)

## Könyvei
- The Seventh Octave, 1998, Moore Black Press
- S/he, 1999, MTV/Pocketbooks
- ,said the shotgun to the head, 2003, MTV/Pocketbooks
- The Dead Emcee Scrolls, 2006, MTV/Pocketbooks

## Filmszerepei
- Downtown 81 (narrátor) (1981/2000)
- Underground Voices (1996)
- Slam – A szó fegyver (1998)
- SlamNation (1998)
- I'll Make Me a World (1999)
- K-PAX – A belső bolygó (2001)
- Lackawanna Blues (2005)